# 트랜짓 (2018년 영화)
《트랜짓》(독일어: Transit)은 크리스티안 페촐트 감독이 연출한 2018년작 독일 영화이다. 아나 제거스의 1944년작 소설 《수용소》를 바탕으로 했으며, 프랑스를 배경으로 나치의 감시를 피해 유럽을 떠나려는 망명자들의 이야기를 다룬다. 2018년 2월 제68회 베를린 영화제에서 처음 공개되었으며, 제2차 세계대전 당시의 상황을 빗대어 난민 이슈를 거론하여 높은 평가를 받았다.

## 줄거리
나치 점령 독일을 떠나 프랑스 파리로 온 주인공 게오르크는 지인의 부탁으로 '바이델'이라는 작가에게 편지를 전해주기로 한다. 그러나 바이델은 이미 죽었고 게오르크는 마르세유로 다시 떠나 바이델의 아내인 마리와 만난다. 멕시코 대사가 바이델에게 보낸 편지를 돌려주러 갔다가 대사가 게오르크를 바이델로 오해하면서, 마르세유를 또 다시 떠나 멕시코로 갈 기회를 얻게 된다.

## 출연진
- 프란츠 로고프스키 - 게오르크
- 파울라 베어 - 마리
- 고데하르트 기제 - 리하르트
- 마리암 자레 - 멜리사
- 로날트 쿠쿨리스 - 하인츠